# モーエンス・ペデルセン
モーエンス・ペデルセン（Mogens Pedersøn, 1585年頃 - 1623年）は、デンマークの作曲家。

## 経歴
クリスチャン4世の宮廷楽団のメンバーであったメルヒオール・ボルヒグレヴィンクの弟子で、1599年にボルヒグレヴィンクがヴェネツィアのジョヴァンニ・ガブリエーリのもとに留学するのに随行を許された。1600年にデンマークに戻り、1603年に宮廷楽団の器楽奏者となった。
1605年から再びヴェネツィアに派遣され、さらに4年間ガブリエーリのもとで学んだ。その間の1608年にはマドリガーレを出版している。これは後期ルネサンス様式のポリフォニックな様式によっている。
1609年から再びデンマーク宮廷で活動したが、イングランド王ジェームズ1世のアン王妃がクリスチャン4世の姉であった関係で1611年から1614年までイングランド宮廷に滞在している。
1618年にボルヒグレヴィンクが宮廷楽長に任命されると、ペデルセンは副楽長に任命された。1620年、ルター派のコラール集『魂の牧場（Pratum spirituale）』を出版し、デンマークの教会音楽の発展に大いに貢献した。中には6つの自作も含まれており、バロック音楽の様式を示している。

## 文献
- John Bergsagl, "Pedersøn, Mogens" New Grove Music Dictionary of Music and Musicians
- Julie Anne Sadie (ed), Companion to Baroque Music, University of California Press, First Paperback printing 1998. ISBN 0-520-21414-5.